# Captura de moviments

Dues repeticions d'una seqüència caminant rodada utilitzant el sistema de captura de moviments. Les dades estan presentades i analitzades a Simultaneous inference for misaligned multivariate functional data.

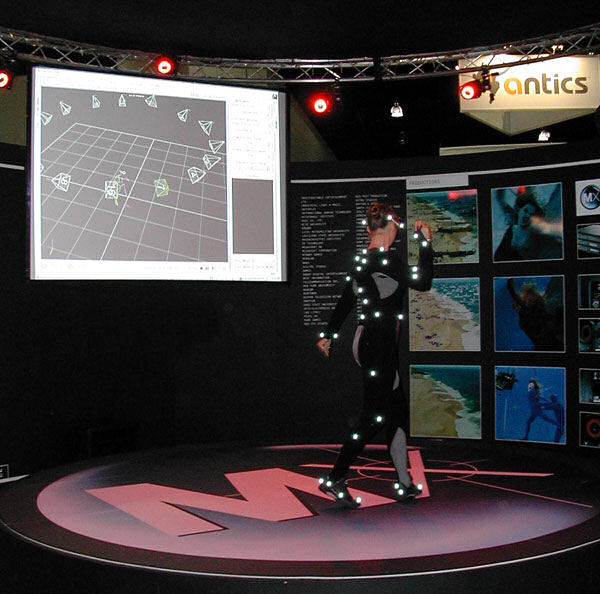
Captura de moviments en procés

En animació, la captura de moviments (també coneguda pels seus noms en anglès motion capture o simplement mocap) és una tècnica per a emmagatzemar els moviments digitalment. Es basa en les tècniques de fotogrametria. És utilitzat principalment en la indústria de l'entreteniment, esports, o amb finalitats mèdiques. En el context de la producció d'una pel·lícula, es refereix a la tècnica d'emmagatzemar les accions d'actors humans, i utilitzar la informació per animar models digitals de personatges en animació 3D.
A les sessions de captura de moviments, els moviments d'un o més actors son mostrats moltes vegades per segon. Mentre que tècniques anteriors utilitzaven imatges des de múltiples càmeres per calcular les posicions 3D, l'objectiu de la captura de moviments és el d'enregistrar només els moviments de l'actor, i no la seva aparença física.
Aquest procés contrasta amb la tècnica anterior de la rotoscòpia, com es pot veure a El senyor dels anells (1978) i American Pop (1981) de Ralph Bakshi. El mètode funciona traçant sobre un actor, capturant els seus moviments. L'actor és filmat realitzant una acció i després la pel·lícula gravada es projecta a una taula d'animació fotograma per fotograma. Els animadors tracen les imatges en cel·les d'animació, capturant el contorn i els moviments fotograma per fotograma, i després omplen els contorns traçats amb el personatge animat. Les cel·les d'animació completades son fotografiades fotograma per fotograma, coincidint exactament amb els moviments i les accions de les imatges originals. El resultat final és que el personatge animat replica exactament els moviments de l'actor. No obstant això, aquesta tècnica requereix una quantitat considerable de temps i esforç.
Els moviments de càmera també poden ser capturats de manera que una càmera virtual a l'escena es desplaci, inclini o roti al voltant de l'escenari conduïda per un operador de càmera mentre l'actor es mou. A la vegada, el sistema de captura de moviments pot capturar la càmera i l'atrezzo, així com també l'actuació de l'actor. Això permet que els personatges, les imatges i els espais generats per ordinador tinguin la mateixa perspectiva que les imatges de vídeo de la càmera. Un ordinador processa les dades i mostra els moviments de l'actor, proporcionant les posicions de càmera desitjades i tenint en compte els objectes del set.
Actualment, la captura de moviments és una tècnica emprada al cinema i als videojocs per arribar el més possible a la mateixa realitat.

## Aplicacions de la tècnica

### Al cinema

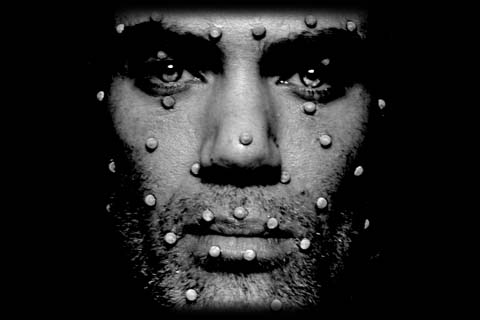
Marcadors facials per a la captura de moviments.

En el context de la producció d'una pel·lícula, es refereix a la tècnica d'emmagatzemar les accions d'actors humans, i utilitzar aquesta informació per animar models digitals de personatges en animació 3D. Es pot utilitzar tant per capturar el moviment corporal d'un actor com per capturar les seves expressions facials.
- La pel·lícula d'animació Sinbad: Beyond the Veil of Mists (2002) va ser la primera en utilitzar aquesta tècnica, tot i que va tenir molt poca distribució.
- Star Wars: Episodi I - L'Amenaça Fantasma (1999) va ser el primer llargmetratge en incloure un personatge principal creat amb la tècnica de la captura de moviments (Jar Jar Binks, interpretat per Ahmed Best).
- La captura de moviments va destacar gràcies a Weta Digital, una empresa d'efectes especials que destaca pel domini d'aquesta tècnica. La va emprar, per exemple, amb els personatges de Gòl·lum (Andy Serkis)[3] (trilogia El Senyor dels Anells, 2001-2003); King Kong (Andy Serkis) (King Kong, 2005) i el capità Haddock a Les aventures de Tintín: El secret de l'Unicorn (2011).
- Durant el rodatge del film Avatar (2009), totes les escenes que requerien del procés van ser dirigides a temps real utilitzant el software Autodesk MotionBuilder, per així renderitzar una imatge a la pantalla que permetés al director i a l'actor percebre com es veuria a la pel·lícula, fent així més senzilla la direcció de la cinta.
- L'actor Mark Ruffalo ha utilitzat la vestimenta de captura de moviments per donar vida al personatge de Hulk a The Avengers (2012), i a les seves respectives seqüeles.
- Entre altres produccions i personatges diversos.
- Animacions com The Polar Express (2004), Monster House (2006), A Christmas Carol (pel·lícula de 2009) (2009), Mars Needs Moms (2011) son clars exemples de pel·lícules que han utilitzat aquesta tècnica d'animació.

### Videojocs
Principalment, la captura de moviments va ser instal·lada als videojocs per a millorar el realisme i la dinàmica dels mateixos. Per a realitzar les captures, moltes vegades les companyies s'associen amb marques de modelatge 3D com Naturalmotion, Autodesk, entre d'altres.
- Els videojocs d'EA Sports, FIFA 15 i FIFA 16, van utilitzar la captura de moviments amb diversos jugadors per a posar en el joc els moviments que els jugadors fan a la vida real.
- Els videojocs de Rockstar Games, Grand Theft Auto IV i Red Dead Redemption, van ser els primers de la companyia en posseir animacions per mitjà de la captura de moviments; van utilitzar als actors que doblaven les veus dels personatges per a donar-los un toc més acord a la seva aparença.

## Metodologia de la captura

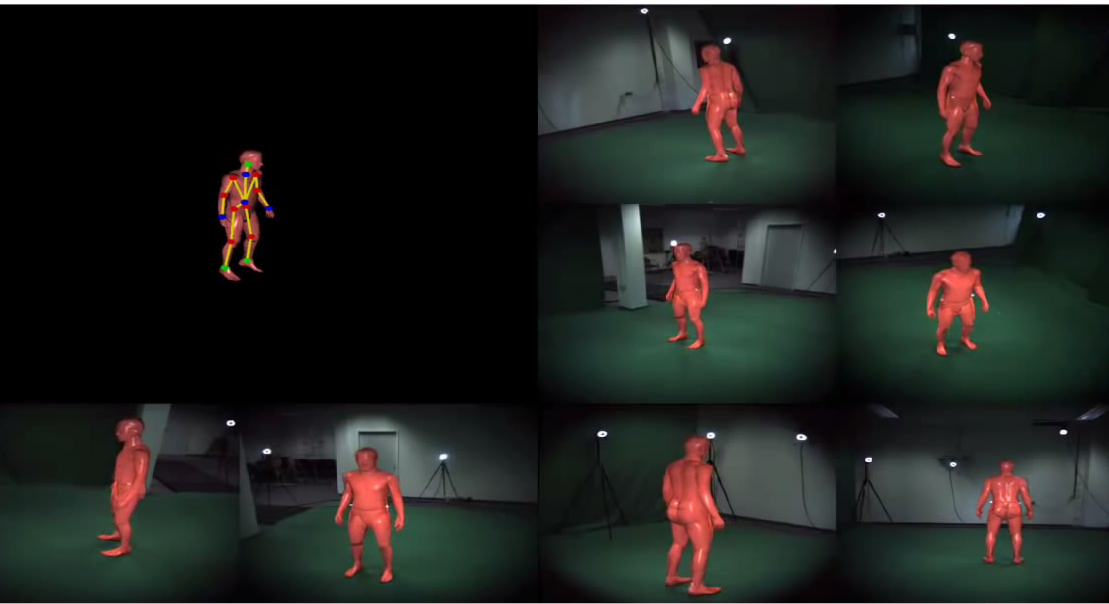
Seguiment de siluetes.

Per dur a terme la captura es necessiten uns vestits especials pels actors. Aquests són llisos i de colors foscos, recoberts amb Velcro per poder-hi afegir els sensors. Per un correcte enregistrament dels moviments del cos (braços inclosos) són necessaris almenys 30 sensors.
Els sensors són col·locats sobre les articulacions i les principals masses del cos, com el cap, malucs i pit.
En tots els mètodes de captura, excepte amb els sensors inercials, cal un muntatge molt específic de les diferents càmeres, de manera que eliminin el màxim de punts cecs que es puguin produir durant el desenvolupament de l'acció. Per norma general, podem dir que com més càmeres col·loquem, millors dades de posició podrem aconseguir.
Trobem tres mètodes que es distingeixen segons els sensors usats en l'enregistrament del moviment. També hi ha un quart mètode que no requereix sensors.

### Òptic-passiu
Aquesta tècnica utilitza sensors retroreflectants que són seguits per càmeres infraroges. Es pot ajustar el llindar de la càmera de manera que només es mostrin els marcadors reflectants brillants, ignorant la pell i la tela.
El centre del marcador s'estima que és una posició dins de la imatge bidimensional que es capta. El valor en escala de grisos de cada píxel es pot utilitzar per proporcionar precisió de subpíxels en trobar el centreide del Gauss.
Un objecte amb marcadors connectats a posicions conegudes s'utilitza per calibrar les càmeres i obtenir-ne les posicions, i es mesura la distorsió de l'objectiu de cada càmera. Si dues càmeres calibrades veuen un marcador, es pot obtenir una correcció tridimensional. Normalment, un sistema òptic-passiu constarà d'unes 2 a 48 càmeres. Existeixen sistemes de més de tres-centes càmeres per intentar reduir l'intercanvi de marcadors. Es necessiten càmeres addicionals per a una cobertura completa al voltant del subjecte de captura i de diversos subjectes.
És el mètode més utilitzat en la indústria.

### Òptic-actiu
Aquesta tècnica utilitza sensors LED connectats amb cables al vestit de captura de moviment.
Els sistemes òptics actius triangulen posicions il·luminant un LED a la vegada molt ràpidament o diversos LED amb programari per identificar-los per les seves posicions relatives, una mica semblants a la navegació celeste. En lloc de reflectir la llum que es genera externament, els marcadors estan alimentats per emetre la seva pròpia llum. Com que la llei del quadrat invers proporciona una quarta part de la potència a dues vegades la distància, això pot augmentar les distàncies i el volum per a la captura.
També hi ha possibilitats de trobar la posició mitjançant marcadors LED de colors. En aquests sistemes, cada color s'assigna a un punt específic del cos.
El seu major inconvenient és que l'actor també ha de traginar bateries per als sensors.

### Sensors inercials
Un mètode que només necessita càmeres com a eina de localització, ja que aquest tipus de sensors transmeten directament la informació a l'ordinador. També són utilitzats per esportistes per l'anàlisi en carrera dels seus moviments amb la màxima precisió. Són molt més fàcils de col·locar que els òptics, i més pràctics.

### Mètode per vídeo o sense sensors
Aquesta tècnica no necessita sensors ni vestits, fet que estalvia molt temps, i únicament confia en el software pel rastreig dels moviments de l'actor. Per aconseguir la captura s'utilitzen algoritmes molt avençats, sobretot en el moment de capturar moviment a temps real. El fet de prescindir de sensors fan que sigui el mètode més imprecís. Pot ser un mètode de baix cost, ja que és fàcilment enregistrable amb càmeres Kinect, les usades per Microsoft en videojocs, tant a XBOX com a Windows. Aquestes són relativament barates, i fan el mètode més accessible a tothom.
Estudis de captura de moviment:
1. http://www.metricminds.com/ (Frankfurt)
2. http://www.audiomotion.com/ (Oxford)

## Avantatges
La captura de moviments ofereix una sèrie d'avantatges sobre l'animació per ordinador tradicional d'un model 3D:
- Es poden obtenir resultats amb una latència baixa, propera a la del temps real. En aplicacions d'entreteniment, això pot reduir els costos de l'animació basada en fotogrames clau.[4]
- La quantitat de treball no varia amb la complexitat o la durada del rendiment en el mateix grau que quan s'utilitzen tècniques tradicionals. Això permet fer moltes proves amb diferents estils, donant una personalitat diferent només limitada pel talent de l'actor.
- El moviment complex i les interaccions físiques realistes, com ara moviments secundaris, pes i intercanvi de forces, es poden recrear acuradament de manera física.[5]
- La quantitat de dades d'animació que es poden produir en un temps determinat és extremadament major en comparació amb les tècniques d'animació tradicionals. Això contribueix tant a la rendibilitat, com a també complir els terminis de producció.[6]
- La captura de moviments té potencial de programari lliure i solucions de tercers que permeten reduir els costos.

## Inconvenients
- Cal maquinari específic i programes especials per obtenir i processar les dades.
- El cost del programari, de l'equip i del personal necessari pot limitar a les produccions petites.
- Quan es produeixen problemes, és més fàcil rodar l'escena en lloc d'intentar manipular les dades. Només uns quants sistemes permeten visualitzar les dades en temps real per decidir si s'ha de refer la presa.
- No es pot capturar un moviment que no compleixi les lleis de la física.
- Si el model d'ordinador té proporcions diferents del subjecte de captura, es poden produir artefactes. Per exemple, si un personatge de dibuixos animats té mans de grans dimensions, aquestes poden creuar el cos del personatge si l'intèrpret humà no té cura amb el seu moviment físic.